# Стаускас, Пятрас Антанович
Пятрас Стаускас (20 июня 1919, Таловка,  ныне посёлок в Новоузенском районе Саратовской области России — 28 февраля 2003, Каунас) — советский литовский живописец, акварелист, многолетний директор Национального художественного музея М. К. Чюрлениса. Участник Великой Отечественной войны.

## Биография
Родился в 1919 году в селе Таловка Куриловской волости Новоузенского уезда Самарской губернии в семье ссыльных крестьян Антанаса и Котрины Стаускасов из Литвы. В 1922 году вместе с родителями переехал на родину предков в Литву, в деревню Ясконишкес Зарасайского уезда. В 1939 г. окончил гимназию им. Ю. Тумос-Вайжганта в городе Рокишкис. Позже учился в Каунасском военном училище. В 1940 году сдал экзамены в Каунасский институт изящных искусств. После того, как военное училище переехало в Вильнюс, перевелся в Художественную академию, куда сразу же был принят на второй курс.
14 июня 1941 года был арестован и сослан. В 1943 году был освобожден, позднее мобилизован в 16-ю литовскую дивизию в Балахне, был ранен под Тильзитом. Позже его отправили в Маньчжурию для борьбы с японцами. В 1946 году был демобилизован и до 1950 г. продолжил обучение искусству в Вильнюсе.
В 1951 — 1988 гг. был директором Каунасского государственного художественного музея им. Чюрлёниса. Под руководством Стаускаса был приобретен ряд произведений иностранных художников, организованы выставки их работ, построена пристройка, посвященная творчеству М. К. Чюрлениса, картинная галерея, посвященная коллекции, подаренной Миколасом Жилинскасом, В Друскининкае его усилиями был открыт мемориальный музей М. К. Чюрлёниса

## Творчество
Творчеством занимался с 1952 года. Проявил себя как мастер портрета. В его работах раскрываются пейзажи Литвы, панорамы города Каунаса, портреты известных деятелей литовской культуры. Техника акварельной живописи Стаускаса характеризуется живописностью, меньшим вниманием к рисунку, большим уважением к следам кисти, свободным отливом. Эти черты обеспечивают ему место среди лучших литовских акварелистов.
Кисти Стаускаса принадлежат:
- тематические композиции: «Колукийский зимний праздник» — 1969 г., «Президиум Народного сейма» — 1980 г.,
- пейзажи: «Каунас из Алексота» — 1964 г., «Дом матери» — 1970 г., «Близ Сарту» — 1981 г.,
- портреты: Лаздину Пеледы — 1957 (ЛДМ), Казиса Шимониса — 1970 (ЛДМ), Руты Сталилюнайте — 1972, Паулюса Галауне — 1975,
- акварели: «Аллея в Пажайслях» — 1968 г., «Дюны и море» — 1971 г., «Аукштайтия» — 1973 г. (ЛДМ), «Весна в Брадешяй» — 1981 г., цикл «Крымские акварели» — 1985 г.

В 1963 — 1977 гг. был председателем Каунасского отделения Союза художников Литвы . Персональные выставки он проводил в Каунасе в 1964, 1969, 1979, 1985 и 1999 годах.